# St. Margrethenberg
St. Margrethenberg ist eine Ortschaft in der politischen Gemeinde Pfäfers im Süden des Kantons St. Gallen im Wahlkreis Sarganserland. Sie bildet mit Pfäfers und Vadura die Ortsgemeinde Pfäfers.

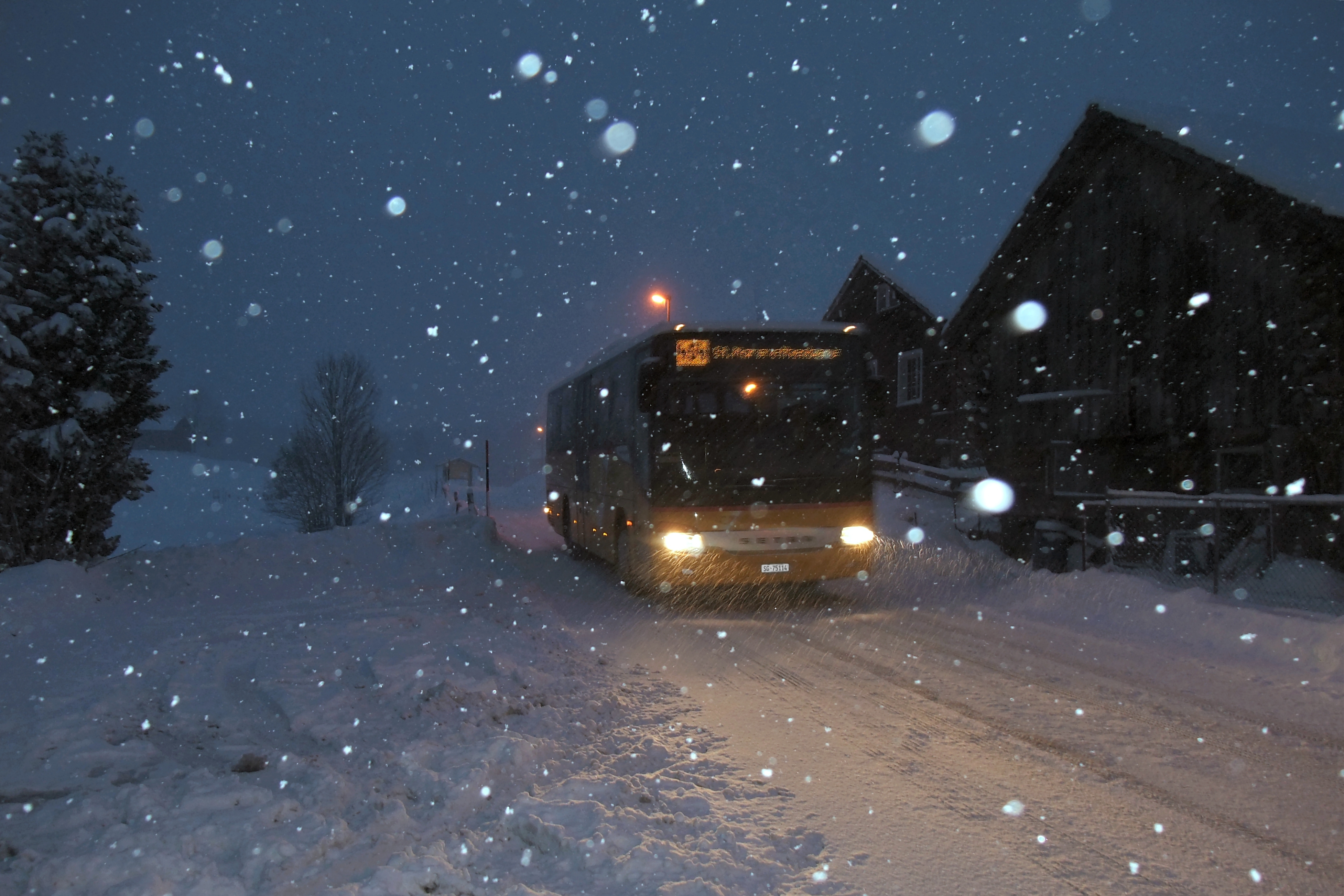
St. Margrethenberg wird ganzjährig durch eine Postautolinie erschlossen.

St. Margrethenberg liegt oberhalb von Pfäfers auf rund 1200 Metern über Meer und hat knapp 85 Einwohner. Die Schulkinder besuchen den Unterricht im Gemeindehauptort. Im Winter werden auf dem St. Margrethenberg ein Skilift und eine Langlaufloipe betrieben.  In St. Margrethenberg steht die Festung Furggels, die als Teil der Festung Sargans einen wichtigen Teil des Reduit-Verteidigungsdispositivs im Zweiten Weltkrieg bildete.
Im 12. Jahrhundert war die Kapelle dem heiligen Salvator mundi geweiht. 1241 wurde die Siedlung als Sapaus erwähnt. Später gibt die Patronin der Kapelle, die heilige Margareta, dem Ort ihren Namen. 1703 wurde die Kapelle durch eine Lawine zerstört und 1708 an der heutigen Stelle wieder aufgebaut.

## Bilder

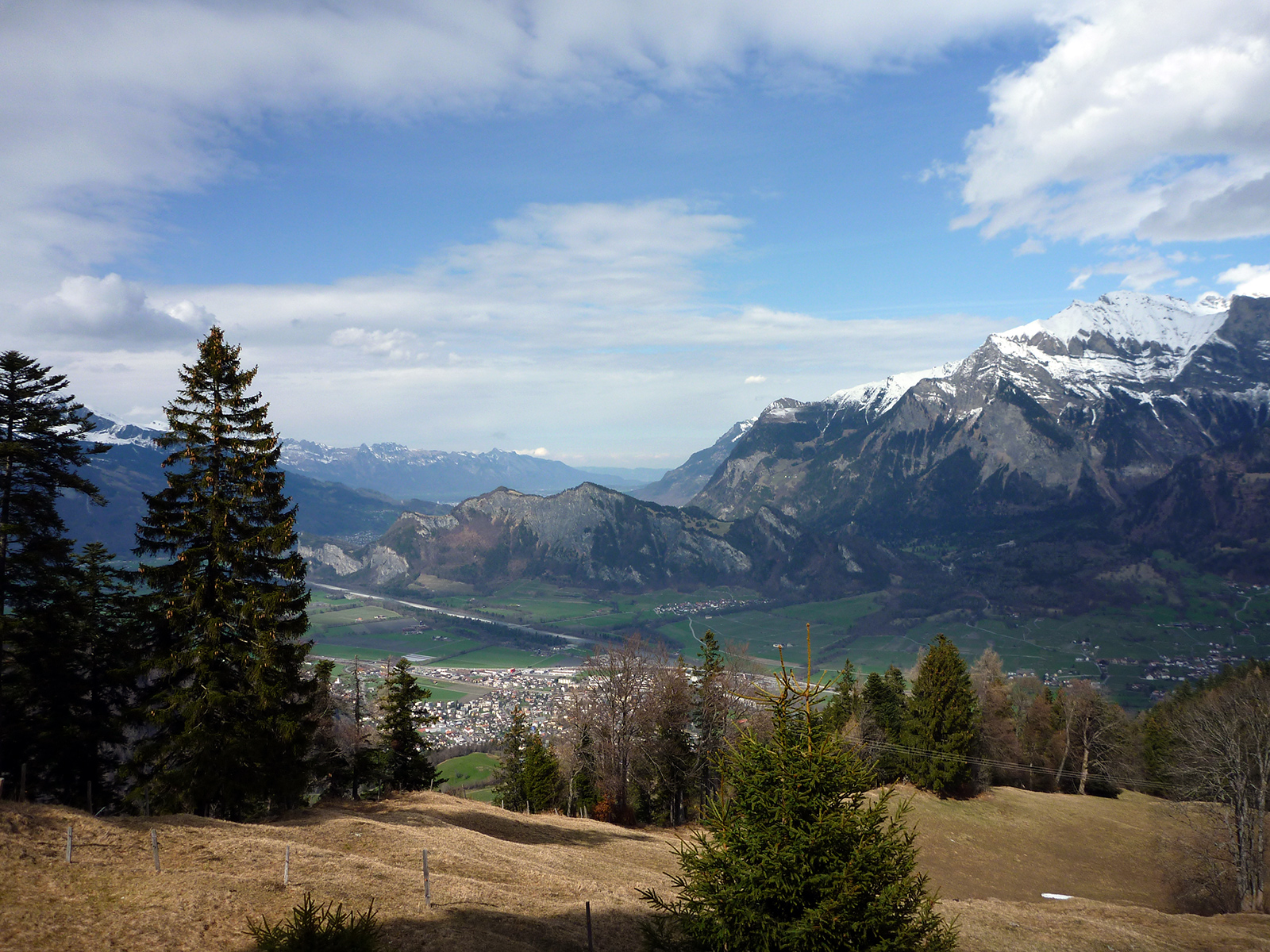
Ausblick von St. Margrethenberg
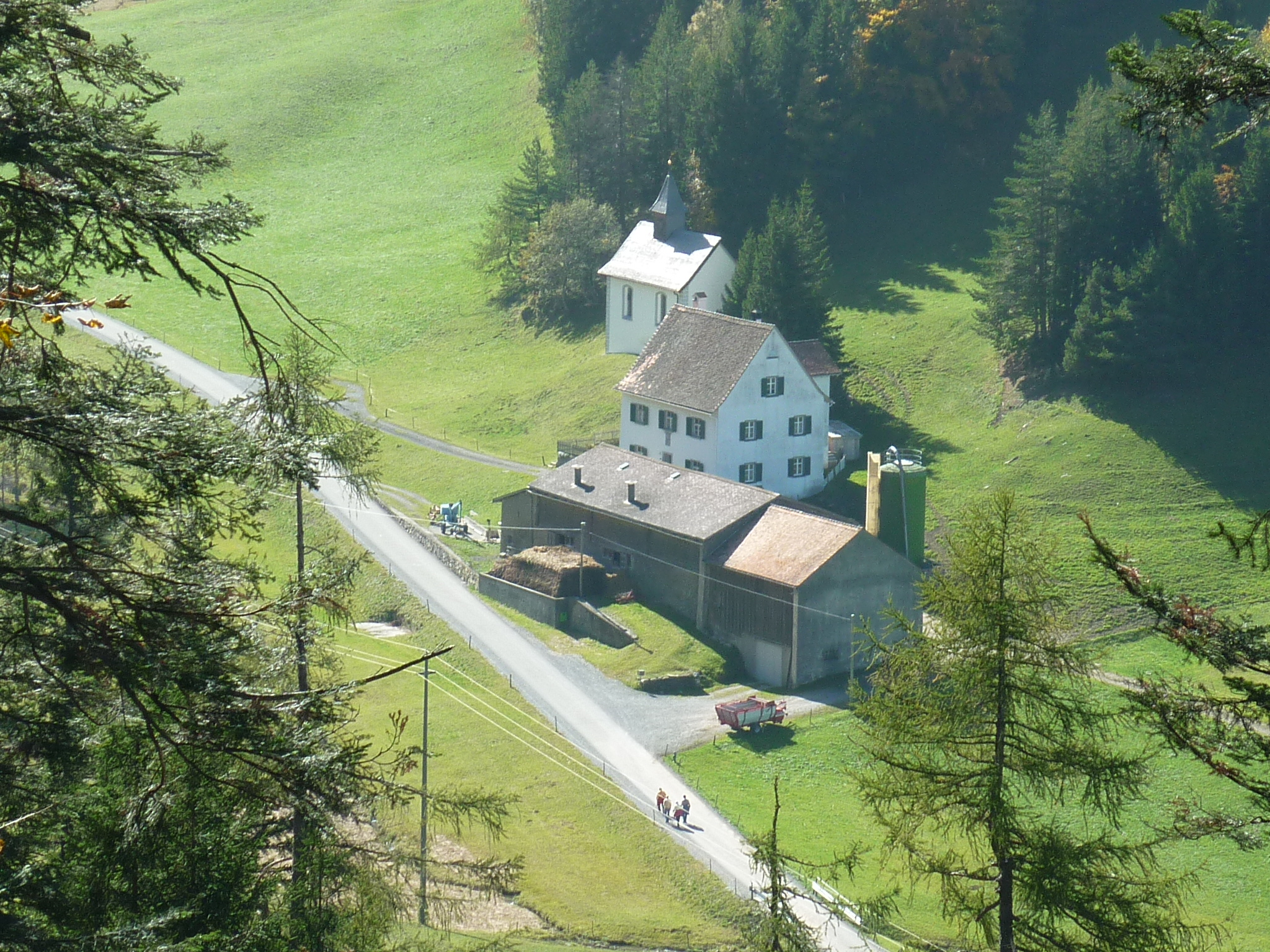
Kapelle St. Margareta und äbtisches Wohnhaus
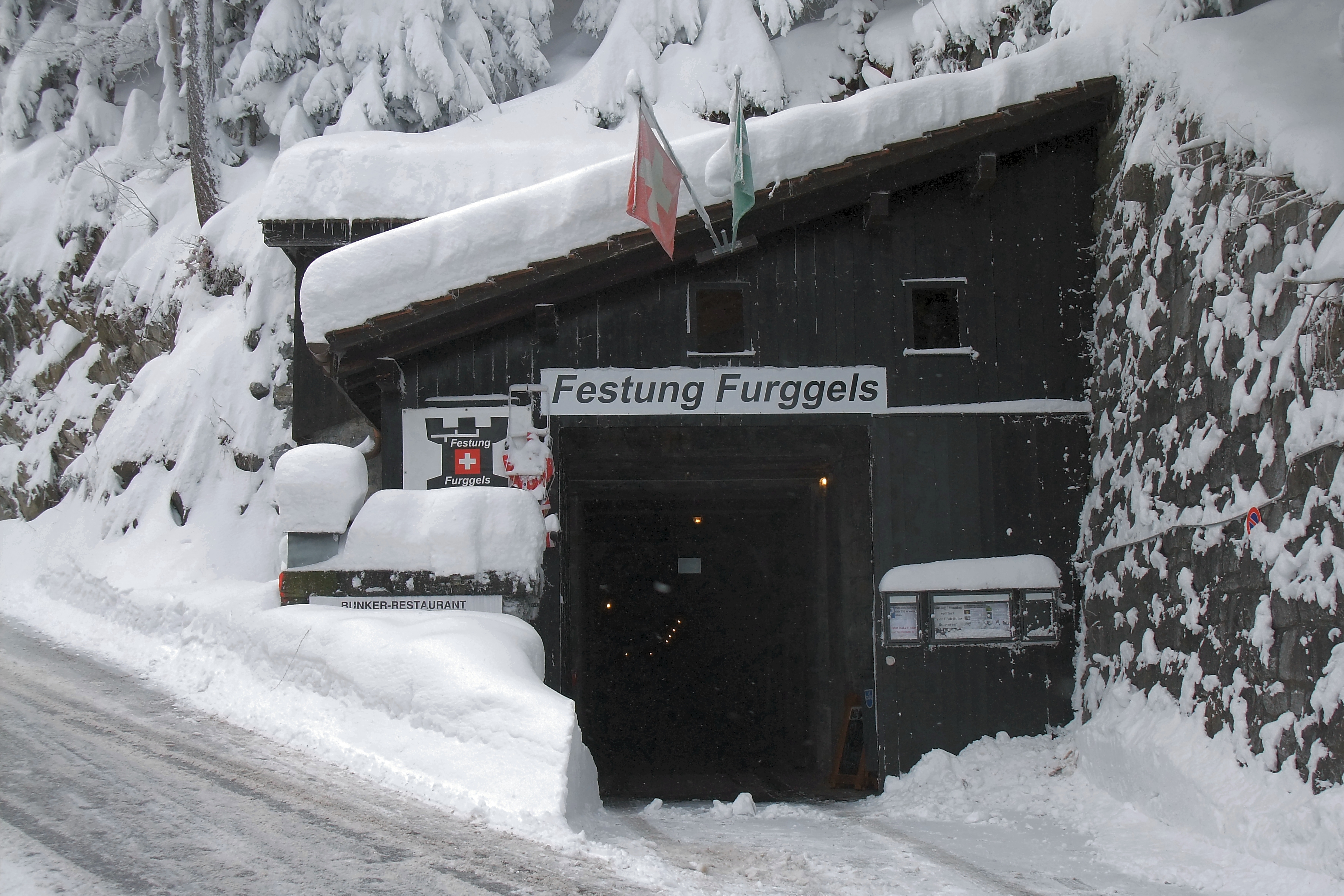
Haupteingang der Festung Furggels